# LSMaker
LSMaker（LSメーカー）とは、ライトセーバーの動画を作るためのWindows用動画編集ソフトウェアである。

## 概要
ライトセーバーを振り回す動画を作成することのみに特化した動画編集ソフトウェアで、扱うことの出来るファイル形式はAVI、BMP、JPEGで、AviSynthで作成されたスクリプトも扱うことが出来る。
さまざまな色合い・明るさ・幅のライトセーバーや、ライトセーバー同士が接触した際のエフェクトなども作成可能で、作成時にリアルタイムエフェクトも可能となっている。
ソースとなる動画ファイルを当ソフトに取り込み、ライトセーバーの色を指定して、ライトセーバーをはめ込む場所を画面上で指定していくと、スター・ウォーズばりの特殊効果が簡単にできあがる。

### 参考ムービー
- Ryan vs Dorkman(但し、Adobe Afetereffectsを使用したもの)